# Область (Россия)
Согласно Конституции, Российская Федерация состоит из 89 субъектов федерации, 48 из которых называются областями. В настоящее время край и область как субъекты Российской Федерации не имеют между собой существенных различий в правовом положении. Области являются самыми многочисленными субъектами РФ по численности. Субъекты, сформированные на оккупированных территориях Украины, выделены бежевым цветом.

## Перечень областей Российской Федерации (административный центр)
| 1. Амурская область (Благовещенск) 2. Архангельская область (Архангельск) 3. Астраханская область (Астрахань) 4. Белгородская область (Белгород) 5. Брянская область (Брянск) 6. Челябинская область (Челябинск) 7. Иркутская область (Иркутск) 8. Ивановская область (Иваново) 9. Калининградская область (Калининград) 10. Калужская область (Калуга) 11. Кемеровская область — Кузбасс (Кемерово) 12. Херсонская область (де-юре Херсон) 13. Кировская область (Киров) 14. Костромская область (Кострома) 15. Курганская область (Курган) 16. Курская область (Курск) 17. Ленинградская область (Гатчина) 18. Липецкая область (Липецк) 19. Магаданская область (Магадан) 20. Московская область (Москва, часть органов власти находятся в Красногорске) 21. Мурманская область (Мурманск) 22. Нижегородская область (Нижний Новгород) 23. Новгородская область (Великий Новгород) 24. Новосибирская область (Новосибирск) | 25. Омская область (Омск) 26. Оренбургская область (Оренбург) 27. Орловская область (Орёл) 28. Пензенская область (Пенза) 29. Псковская область (Псков) 30. Ростовская область (Ростов-на-Дону) 31. Рязанская область (Рязань) 32. Сахалинская область (Южно-Сахалинск) 33. Самарская область (Самара) 34. Саратовская область (Саратов) 35. Смоленская область (Смоленск) 36. Свердловская область (Екатеринбург) 37. Тамбовская область (Тамбов) 38. Томская область (Томск) 39. Тверская область (Тверь) 40. Тульская область (Тула) 41. Тюменская область (Тюмень) 42. Ульяновская область (Ульяновск) 43. Владимирская область (Владимир) 44. Волгоградская область (Волгоград) 45. Вологодская область (Вологда) 46. Воронежская область (Воронеж) 47. Ярославская область (Ярославль) 48. Запорожская область (де-юре Запорожье) |

## История областей в России
Территориально-административные единицы, на которые делилась Киевская Русь, назывались волостями или областями. Так называли крупную территорию с центральным городом (столом), где на правах наместника сидел один из младших князей-Рюриковичей. Количество волостей, на которые делилась Русь в X — начале XII вв. зависело от числа одновременно живущих князей и колебалось от одной до двух десятков. Слово область преобладало в переводной литературе — применительно к составным частям других государств, но иногда встречается и по отношению к Руси. В источниках домонгольского времени можно встретить 4 подобных упоминания:
- Ростовская область (под 1071 г. в ПВЛ)
- область Полоцка (под 1092 г. там же)
- Переяславская оболость (в «Сказании о Борисе и Глебе»)[3]
- Владимирская оболость (в «Житии Феодосия Печерского», речь идёт о Владимире-Волынском).

Со 2-й пол. XII века, по мере фактического распада Руси на самостоятельные государства её части стали именоваться не волостями, а землями.

### Области вРоссийской империи
Изначально возникали на вновь присоединённых землях как временная единица на переходный период перед установлением административного устройства, принятого в Российской империи. Позже областями стали также называть обширные малонаселённые территории, в основном — в Средней Азии, на Кавказе и Дальнем Востоке, управлявшиеся по иному принципу, нежели обычные губернии. Начальник области часто именовался военным губернатором. Некоторые области существовали очень непродолжительное время, иные же (выделены жирным) пережили Октябрьскую революцию, но после гражданской войны в результате переустройства территории всё равно были упразднены.
В Российской империи существовали следующие области (в хронологическом порядке):
- Олонецкая область (создана в 1776 году в составе Новгородского наместничества, с 1781 году в составе Петербургской губернии, в 1784 году область преобразована в самостоятельное Олонецкое наместничество).
- Колыванская область (1779—1783, в составе Тобольской губернии), преобразована в самостоятельную одноимённую губернию.
- Таврическая область (1784—1796), вошла в состав Новороссийской губернии
- Якутская область (с 1784 года, до 1805 года в составе Иркутской губернии)
- Кавказская область (1790—1802 в составе Астраханской губернии, 1822—1847), первый раз получила статус одноимённой самостоятельной губернии, второй раз преобразована в Ставропольскую губернию
- Камчатская область (1803—1822 в составе Иркутской губернии, 1849—1856, с 1909 года), первый раз упразднена и оставлена в составе Иркутской губернии как Камчатское приморское управление, второй раз вошла в состав Приморской области
- Белостокская область (1808—1842), вошла в состав Гродненской губернии
- Имеретинская область (1811—1840), вошла в состав Грузино-Имеретинской губернии
- Бессарабская область (1812—1873), преобразована в одноимённую губернию
- Омская область (1822—1838), разделена между Тобольской и Томской губерниями
- Армянская область (1828—1840), преобразована в Эриванскую губернию
- Каспийская область (1840—1846), разделена на Дербентскую, Кутаисскую, Тифлисскую и Шемахинскую губернии
- Забайкальская область (с 1851 года)
- Семипалатинская область (с 1854 года)
- Область Сибирских Киргизов (1854—1868), разделена на Акмолинскую и Семиреченскую области
- Приморская область (с 1856 года)
- Амурская область (с 1858 года)
- Область Оренбургских Киргизов (1859—1868), разделена на Уральскую и Тургайскую области
- Дагестанская область (с 1860 года)
- Кубанская область (с 1860 года)
- Терская область (с 1860 года)
- Туркестанская область (1865—1867), преобразована в одноимённое генерал-губернаторство и разделена на Семиреченскую и Сырдарьинскую области
- Семиреченская область (с 1867 года)
- Сырдарьинская область (с 1867 года)
- Акмолинская область (с 1868 года)
- Тургайская область (с 1868 года)
- Уральская область (с 1868 года)
- Область Войска Донского (с 1870 года)
- Ферганская область (с 1876 года)
- Батумская область (1878—1883, с 1903 года), первый раз вошла в состав Кутаисской губернии
- Карсская область (с 1878 года)
- Закаспийская область (с 1881 года)
- Самаркандская область (с 1887 года)
- Квантунская область (1899—1905), арендованная территория, отошла Японии
- Сахалинская область (с 1909 года)

В 1776—1796 годах, кроме уездного деления, на области делились некоторые крупные наместничества, после обратного преобразования наместничеств в губернии внутреннее деление на области было ликвидировано. На области делились следующие наместничества:
- Вологодское (1780—1796, Архангельская[4], Великоустюжская и Вологодская области)
- Иркутское (1783—1796, Иркутская, Нерчинская, Охотская и Якутская области[5])
- Костромское (1778—1796, Костромская и Унженская области)
- Новгородское (1776—1781, Новгородская и Олонецкая области[6])
- Пермское (1781—1796, Екатеринбургская и Пермская области)
- Тобольское (1782—1796, Тобольская и Томская области)
- Уфимское (1781—1796, Оренбургская и Уфимская области)

### Области во времяГражданской войны
После Февральской, а особенно после Октябрьской революций, на окраинах бывшей империи, а также в регионах с преимущественным нерусским населением, начинают набирать обороты националистические движения, требовавшие федерализации страны и собственной автономии. С 1918 года возникает третья сила — Белогвардейское движение, поставившее своей целью восстановление единой Российской империи. К 1920—1921 году советская власть была установлена почти на всей территории РСФСР и соседних с ней государств.
Таким образом, в 1918 году ситуация с бывшими областями Российской империи была следующая:
- Области бывшего Туркестанского генерал-губернаторства (Закаспийская, Самаркандская, Семиреченская, Сырдарьинская и Ферганская) сначала попали под власть Туркестанской автономии, но уже к началу 1918 года вместо Туркестанской автономии была образована первая автономная советская социалистическая республика — Туркестанская АССР, области преобразованы в соответствующие административно-территориальные единицы республики.
- Области бывшего Степного генерал-губернаторства (Акмолинская, Семипалатинская, Тургайская и Уральская) оказались под властью Алашской автономии.
- Дагестанскую и большую часть Терской областей контролировала Горская республика.
- На территориях Кубанской области и области Войска Донского были провозглашены антибольшевистские независимые республики.
- Батумская и Карсская области, вместе со всеми закавказскими губерниями контролировались закавказскими повстанческими силами.
- Все дальневосточные области (Амурская, Забайкальская, Камчатская, Приморская, Сахалинская, Якутская) контролировались «белыми».

Кроме того, в 1918 году под контроль Белой армии при поддержке Антанты попали современные территории Мурманской, части Архангельской областей (включая город Архангельск) и восточная Карелия, где была образована Северная область.
На территориях, контролируемых Красной армией, на короткий период также были образованы области, являвшиеся фактически объединением советов губерний:
- Западная область (1917—1918), на части её территории образована Белорусская ССР
- Московская область (1917—1918), распущена из-за непреодолимых разногласий в руководстве
- Северная область (1918—1919), распущена из-за сепаратистских настроений
- Уральская область (1917—1919), захвачена Белой армией

С 1919 года войска Красной армии начали одерживать верх над белым движением, создавая в составе РСФСР советские национальные автономии. К середине 1920 года Москва установила контроль почти над всей территорией РСФСР, одновременно осуществляя административные преобразования.
После разгрома Алашской автономии, на её территории образована Киргизская (впоследствии — Казакская) АССР, а входящие области переименованы в губернии.
На Кавказе территория Дагестанской области преобразована в Дагестанскую АССР, а из территории Терской области образованы Горская АССР и Терская губерния.
На юге страны Кубанская область была объединена с Черноморской губернией в Кубано-Черноморскую область, а из части области Войска Донского образована Донская область, оставшаяся часть передана Царицынской губернии.
В Закавказье в результате постоянных войн и взаимных территориальных претензий был подписан Карсский договор, в соответствии с которым Карсская и большая часть Батумской областей отошли Турции. На оставшейся части Батумской области была образована АССР Аджаристан в составе Грузинской ССР.
На Дальнем Востоке власть белого движения сохранялась дольше всего. Для окончательной борьбы с «белыми», а также для противодействия японской интервенции, Амурская, Забайкальская, Камчатская, Приморская и Сахалинская области были искусственно выведены из состава РСФСР с образованием Дальневосточной республики (ДВР). Якутская область при этом осталась в составе РСФСР и была преобразована в Якутскую губернию. В конце 1922 года, после окончательного разгрома остатков Добровольческой армии, ДВР самораспустилась и вошла в состав РСФСР в качестве Дальневосточной области, все входившие в неё области были переименованы в губернии. В том же году Якутская губерния преобразована в Якутскую АССР.

### Области в РСФСР
Процесс образования областей в РСФСР и СССР можно условно разделить на два периода: до 1930 года и после 1930 года. В первый период образовывались крупные области, объединявшие в себе несколько упраздняемых губерний. Во второй период созданные ранее крупные области и края делились на более мелкие области, при этом некоторые области упразднялись. В РСФСР этот процесс шёл практически непрерывно до 1957 года, а в союзных республиках — практически до 1990 года.
На момент образования СССР в РСФСР существовали три самостоятельные области — Дальневосточная, Донская и Кубано-Черноморская, а также шесть областей в составе Туркестанской АССР, но вскоре эти области были ликвидированы. В 1924 году Донская и Кубано-Черноморская области вошли в состав Юго-Восточной области, которая к концу того же года была преобразована в Северо-Кавказский край; в том же году в результате национально-территориального размежевания в Средней Азии ликвидирована Туркестанская АССР вместе с её территориальным устройством. Дальневосточная область была преобразована в Дальневосточный край в 1926 году.
Кроме упомянутой выше Юго-Восточной области, до 1930 года также были образованы (в хронологическом порядке):
- Уральская область (1923) из Екатеринбургской, Пермской, Тюменской и Челябинской губерний.
- Ленинградская область (1927) из Ленинградской, Мурманской, Новгородской, Псковской и Череповецкой губерний.
- Нижневолжская область (1928) из Астраханской, части Самарской, Саратовской и Сталинградской губерний; в том же году преобразована в Нижневолжский край.
- Средневолжская область (1928) из Оренбургской, Пензенской, части Саратовской, Самарской и Ульяновской губерний; в 1929 году преобразована в Средневолжский край.
- Центрально-Чернозёмная область (1928) из Воронежской, Курской, Орловской и Тамбовской губерний.
- Нижегородская область (1929) из Нижегородской, Вятской и малых частей Владимирской и Костромской губерний; в том же году преобразована в Нижегородский край.
- Ивановская промышленная область (1929) из Владимирской, Ивано-Вознесенской, Костромской и Ярославской губерний.
- Центрально-Промышленная (Московская) область (1929) из Московской, Рязанской, Тульской, частей Владимирской, Калужской и Тверской губерний.
- Западная область (1929) из Брянской, Смоленской, частей Калужской, Тверской губерний и Великолукского округа Ленинградской области.

Таким образом к 1930 году на территории РСФСР, да и всего СССР, были ликвидированы все губернии.
После 1930 года шесть крупных областей начали разделять на более мелкие; к 1957 году окончательно сформировалось областное деление РСФСР, не менявшееся до 1990 года, а фактически — до 2005 года.
- Уральская область в 1934 году была разделена на Обско-Иртышскую, Свердловскую и Челябинскую области, в том же году Обско-Иртышская область ликвидирована, и на её основе образована Омская область. В дальнейшем из части Свердловской области была образована Пермская область, из части Челябинской — Курганская область, а из части Омской — Тюменская область.
- Из Ленинградской области последовательно образовались Мурманская, Новгородская и Псковская области, а ещё до образования Мурманской области, часть Ленинградской области отошла вновь образованной Вологодской области.
- Центрально-Чернозёмная область изначально была разделена на Воронежскую и Курскую области, впоследствии из их территорий и территорий соседних Западной и Рязанской областей также были образованы Белгородская, Брянская, Липецкая, Орловская, Пензенская и Тамбовская области. В 1954 году на стыке Воронежской, Саратовской и Сталинградской областей была образована Балашовская область, но через 3 года она была ликвидирована.
- Ивановская промышленная область разделилась на Ивановскую и Ярославскую области, позже из части Ивановской области образовалась Владимирская, а из части Ярославской — Костромская области.
- Из Московской области сначала образовалась Калининская область (вместе с частью Западной области), затем — Рязанская и Тульская области. Позже из части Тульской и соседней Смоленской областей образовалась Калужская область. В 1943 году из части Калининской области и территорий соседних областей была образована Великолукская область, но в 1957 году она была упразднена и разделена между Калининской и Псковской областями.
- Часть Западной области вначале отошла вновь созданной Калининской области, а 27 сентября 1937 года часть области отошла вновь образованной Орловской области, оставшаяся часть стала Смоленской областью.

Некоторые крупные края также имели в своём составе области. Так, в составе Северо-Кавказского края была образована Северная область, но через 2 месяца она перешла в состав Азово-Черноморского края, а ещё через полгода была ликвидирована. Дальневосточный край с 1932 года также имел областное деление: сначала были образованы Амурская, Камчатская, Приморская и Сахалинская области, позже к ним добавились Зейская, Нижне-Амурская, Уссурийская и Хабаровская области. После разделения края, Приморская и Уссурийская области отошли Приморскому краю, а Амурская, Камчатская, Нижне-Амурская, Сахалинская и Хабаровская — к Хабаровскому; Зейская область за год до этого была передана Читинской области. В дальнейшем, осенью 1943 года было ликвидировано областное деление Приморского края, а позже из состава Хабаровского края в самостоятельные области последовательно выведены Сахалинская, Амурская, Магаданская (создана из части районов бывшей Хабаровской области) и Камчатская области. Нижне-Амурская область была ликвидирована 23 января 1956 года одновременно с выведением Камчатской области, её территория оставлена в составе Хабаровского края, тем самым было прекращено областное деление краёв.
10 марта 1932 года территория Казакской АССР была разделена на 6 областей: Актюбинскую, Алма-Атинскую, Восточно-Казахстанскую, Западно-Казахстанскую, Карагандинскую и Южно-Казахстанскую. Позже, в июле 1936 года из части Актюбинской области была образована Кустанайская область, а из части Карагандинской — Северо-Казахстанская, но уже 5 декабря 1936 года Казакская АССР была преобразована в союзную Казахскую ССР с сохранением областного деления.
5 декабря 1936 года, после выведения образовавшихся АССР из состава краёв в самостоятельные субъекты, в РСФСР образовались 7 новых областей, одноимённых бывшим краям: Восточно-Сибирская, Горьковская, Кировская, Куйбышевская, Саратовская, Северная и Сталинградская; за два года до этого из части Средневолжского (Куйбышевского) края была образована Оренбургская область. В дальнейшем Восточно-Сибирская область была разделена на Иркутскую и Читинскую области, Северная — на Архангельскую и Вологодскую, из части Сталинградской области образована Астраханская, а из части Куйбышевской — Ульяновская области. В начале 1954 года из части Горьковской области была создана Арзамасская область, но через три года её ликвидировали и вернули в состав Горьковской области.
В 1937 году были образованы ещё две области — Ростовская и Новосибирская, образованные из частей Азово-Черноморского и Западно-Сибирского краёв соответственно, при этом оставшиеся территории сохранили статус края, но получили другие названия. Из частей Новосибирской области впоследствии были образованы Кемеровская и Томская области. В 1954 году из части Ростовской области была образована Каменская область, но через три года она была упразднена.
Во время Великой Отечественной войны, после освобождения территорий некоторые «неблагонадёжные» народы депортировались со своих исконных мест проживания, в том числе чеченцы, ингуши и крымские татары. В этой связи Крымская АССР в 1945 году была преобразована в Крымскую область, а Чечено-Ингушская АССР в 1944 году была ликвидирована и на части её территории образована Грозненская область. В дальнейшем народы были реабилитированы и возвращены на свои земли, Крымская область была передана Украинской ССР, где оставалась областью до 1991 года, а Чечено-Ингушская АССР в 1957 году была восстановлена, соответственно Грозненская область — ликвидирована.
В 1946 году на землях, отошедших СССР в результате Второй мировой войны от Германии и Японии, образованы соответственно Кёнигсбергская и Южно-Сахалинская области. Первая через 3 месяца была переименована в Калининградскую, а вторая через год ликвидирована и объединена с Сахалинской областью.
В мае 1952 года в качестве эксперимента Башкирская и Татарская АССР были разделены на области: Башкирская — на Стерлитамакскую и Уфимскую, Татарская — на Казанскую и Чистопольскую. В феврале 1953 года «на бумаге» в составе Татарской АССР была образована третья, Бугульминская область, но через два месяца эксперимент был признан неудачным и все области были ликвидированы.
Некоторые области меняли своё название. Так, в 1939—1957 годах Оренбургская область называлась Чкаловской, а Пермская в 1940—1957 годах — Молотовской. В 1961 году Сталинградская область была переименована в Волгоградскую, а в начале 1990-х годов названия сменили Горьковская, Калининская и Куйбышевская области, став, соответственно, Нижегородской, Тверской и Самарской областями.

### Укрупнение регионов с преобразованием областей в края в 2000-е годы
В течение первого десятилетия XXI века был произведён ряд изменений федеративного устройства России, сводившихся к преобразованию части автономных округов из субъектов федерации в административно-территориальные единицы с особым статусом в составе краёв и областей, в которые они входили. Юридически эти изменения оформлялись как объединение двух субъектов федерации — края или области, с одной стороны, и автономного округа, с другой. При этом объединённый субъект федерации либо наследовал наименование соответствующего края или области (Красноярский край, Иркутская область), либо (в большинстве случаев объединения областей с автономными округами) получал новое наименование, становясь краем.

#### Области, преобразованные в края при укрупнении
Пермская область 1 декабря 2005 года вошла в состав нового Пермского края, образованного в результате слияния области с Коми-Пермяцким автономным округом по итогам референдума, проведённого 7 марта 2003 года. На территории бывшего автономного округа создана административно-территориальная единица с особым статусом — Коми-Пермяцкий округ, управляющийся специальным краевым министерством.
Камчатская область 1 июля 2007 года вошла в состав нового Камчатского края, образованного в результате слияния области с Корякским автономным округом по итогам референдума, проведённого 23 октября 2005 года. На территории бывшего автономного округа создана административно-территориальная единица с особым статусом — Корякский округ, управляющийся специальным краевым министерством.
Читинская область 1 марта 2008 года вошла в состав нового Забайкальского края, образованного в результате слияния области с Агинским Бурятским автономным округом по итогам референдума, проведённого 11 марта 2007 года. На территории бывшего автономного округа создана административно-территориальная единица с особым статусом — Агинский Бурятский округ, управляющийся администрацией во главе с заместителем председателя краевого правительства.

#### Укрупнённая область, не преобразованная в край
Иркутская область 1 января 2008 года по итогам референдума, проведённого 16 апреля 2006 года, объединена с Усть-Ордынским Бурятским автономным округом. Объединённый субъект федерации сохранил наименование Иркутская область, хотя возможность преобразования в край рассматривалась и в этом случае. На территории бывшего автономного округа создана административно-территориальная единица с особым статусом — Усть-Ордынский Бурятский округ, управляющийся администрацией во главе с заместителем губернатора области.

#### Области, не подвергшиеся укрупнению
В настоящее время в России сохранились 2 области, в состав которых входят автономные округа, — Архангельская с Ненецким автономным округом, Тюменская с Ханты-Мансийским автономным округом — Югрой и Ямало-Ненецким автономным округом. Планы объединения субъектов федерации в этих случаях также рассматривались, но реализованы не были.

### Оккупация и аннексия территорий Украины
В ходе российско-украинской войны, начатой Россией в 2014 году, Россией был оккупирован ряд территорий Украины, в том числе — части Запорожской и Херсонской областей. В сентябре 2022 года Россия заявила об аннексии территорий Украины, в том числе не оккупированных Россией, в результате чего были сформированы новые административно-территориальные единицы России, формально занимающие территории Украины, в том числе — Запорожская и Херсонская области России.